# Simandres
Simandres ist eine französische Gemeinde mit 1.886 Einwohnern (Stand: 1. Januar 2022) im Département Rhône in der Region Auvergne-Rhône-Alpes. Administrativ gehört die Gemeinde zum Arrondissement Lyon und ist Teil des Kantons Saint-Symphorien-d’Ozon.

## Geographie
Simandres liegt etwa fünfzehn Kilometer südsüdöstlich von Lyon. Das Gemeindegebiet wird vom Bach Inversé durchquert, der in den Ozon mündet, welcher an der Nordgrenze verläuft.

### Nachbargemeinden
Die Nachbargemeinden von Simandres sind Saint-Symphorien-d’Ozon im Norden, Marennes im Osten, Villette-de-Vienne im Südosten, Chuzelles im Süden sowie Communay im Westen und Südwesten.

## Bevölkerungsentwicklung
| Jahr                       | 1962 | 1968 | 1975 | 1982 | 1990 | 1999 | 2006 | 2012 |
| -------------------------- | ---- | ---- | ---- | ---- | ---- | ---- | ---- | ---- |
| Einwohner                  | 390  | 429  | 636  | 782  | 1044 | 1258 | 1478 | 1692 |
| Quellen: Cassini und INSEE |      |      |      |      |      |      |      |      |

## Sehenswürdigkeiten
- Kirche Notre-Dame-de-la-Nativité-de-la-Vierge
- Alte Priorei von Limon

|  |